# Кальбек, Макс
Макс Кальбек (нем. Max Kalbeck; 4 января 1850, Бреслау — 4 мая 1921, Вена) — немецкий поэт, музыковед, музыкальный критик.
Начал учиться музыке в своём родном городе у Петера Люстнера, с 1861 г. пел в хоре мальчиков под руководством Леопольда Дамроша. По настоянию отца по окончании гимназии изучал в Бреслау право, затем в Мюнхенском университете философию, однако одновременно занимался в Мюнхенской консерватории у Йозефа Райнбергера (композиция), Франца Вюльнера (хоровое пение) и Йозефа Вальтера (скрипка). Вернувшись в Бреслау в 1874 г., печатался в региональных газетах как музыкальный критик, занимал должность помощника директора Силезского музея изобразительного искусства. В 1880 г. по приглашению Эдуарда Ганслика перебрался в Вену, где до конца жизни публиковался как музыкальный критик.
Наиболее известен как автор многотомной книги о жизни и творчестве композитора Иоганнеса Брамса (1904—1914), с которым автор на протяжении многих лет дружил, и публикатор тома его избранной переписки. Написал также монографию об Иоганне Христиане Гюнтере.
Перевёл на немецкий язык, во многих случаях со значительными изменениями, около тридцати оперных либретто, в том числе «Дон-Жуана» Моцарта (с предисловием, 1886, для 100-летнего юбилея оперы в Вене), «Орфей и Эвридика» Глюка (1896, для большого издания сочинений Глюка), опер Бизе, Сметаны, Верди, Массне, Чайковского («Пиковая дама», 1902) и др. Написал также оригинальные тексты к оперетте «Ябука» И. Штрауса (1895), операм «Тихая деревня» А. фон Филица (1897) и «Деций-флейтист» Э. Польдини (1899, по роману Э. Экштейна).
Автор многочисленных стихотворных сборников, в том числе «Aus Natur und Leben», «Wintergrün», «Neue Dichtungen», «Deutsches Dichterbuch», «Nächte», «Zur Dämmerzeit», «Gereimt und ungereimt», «Aus alter und neuer Zeit». Несколько стихотворений Кальбека положены на музыку Брамсом.